# Upplands runinskrifter 799
Upplands runinskrifter 799 är en medeltida (cirka år 1200) gravhäll av kalksten i Långtora kyrka, Långtora socken och Enköpings kommun. Hällen är 1,98 meter lång, 0,8 meter bred vid basen och 0,57 meter vid toppen. Runristningen finns i den bredare änden av hällen. Gravhällen låg förut i mittgången, cirka två meter från altarringen, men har flyttats till vapenhuset.

## Inskriften
Translitterering av runraden:
: tomas : ligær : unt:ir : þæma : steni :+ han uarþar : ulueþin ioan : i : brunnum : han risti : runir : þøsa͡r :
Normalisering till äldre fornsvenska:
Tomas liggʀ undiʀ þæima stæini. Hann varðaʀ Ulfheðin. Ioan i Brunnum hann risti runiʀ þessaʀ.
Översättning till nusvenska:
Tomas ligger under denna sten. Vården låter Ulvheden göra. Johan i Brunna han ristade dessa runor.